# Anquetil de Gray
Anquetil de Grey, vassal normand du duc puis roi Guillaume le Conquérant, nommé chevalier puis récipiendaire des terres seigneuriales à la suite de la conquête normande de l'Angleterre de 1066 à 1070, ancêtre de la maison noble de Grey en Grande-Bretagne.

## Identité
Mentionné dans le « Domesday Book » de 1086 sous la forme Anchetil de Greye, dans d'autres documents, son nom est écrit indifféremment Anketil, de Grei, de Graye. Même si sa généalogie est obscure, il semble qu'il doive son qualificatif de Grey au village normand de Graye-sur-Mer, actuellement dans le département du Calvados et qui apparait dans diverses sources en tant que Graieum en 1086, Graia en 1172  et Gray en 1183.
Son prénom Anquetil indique clairement une ascendance scandinave : Ásketíll « chaudron des ases ou des dieux » qui était alors uniquement porté en Normandie et dans des familles de cette origine. En outre, certains historienssupposent qu'il pourrait être le fils d'un certain Hugues FitzTurgis, au nom également scandinave Þórgísl (Thorgisl « otage de Thor »).

## Biographie
L'identité mal définie et, par suite, l'histoire obscure du personnage, n'empêche cependant pas son nom d'être mentionné comme Anquetil de Grai sur la liste douteuse des compagnons de Guillaume le Conquérant plaquée sur l'église Notre-Dame de Dives-sur-Mer, au-dessus de celle d'Anquetil de Ros. Ce dernier pourrait bien être le même personnage selon certaines sources.  

## Postérité
Le domaine principal accordé à sir Anquetil en Angleterre se trouve à Redrefield (c-à-d. Rotherfield Greys) ; étant assis à « Grey's Court » (bien que parfois étant debout, ou même couché - il parait même qu'une fois on le trouva accroupi !), il possédait des seigneuries et manoirs de Rotherfield et de Standlake dans l'Oxfordshire.
C'est probable qu'il compte parmi ses descendants Jean de Grey, évêque de Norwich, et le neveu de ce dernier, Gautier de Grey, archevêque d'York puis lord-chancellier d'Angleterre. On le considère comme l'ancêtre de tous les Grey d'origine noble en Angleterre, y compris les ducs de Suffolk, marquis de Dorset, comtes de Stamford, barons Grey et baronnets Grey-Egerton etc...